# Bizerte kormányzóság
Az Bizerte kormányzóság arabul: ولاية بنزرت  egyike az 1956-ban létrehozott kormányzóságoknak Tunéziában. Fővárosa Bizerte.

## Földrajz
Tunézia északi részén található. Az évi középhőmérséklet 22,75 °C és a csapadék évi 300–800 mm.
- Térségek: 14
- Önkormányzatok: 13
- Vidéki Tanácsok: 7
- Falvak: 102

### Városok
- Aousja
- Bizerte
- El Alia
- Ghar El Melh
- Mateur
- Menzel Bourguiba
- Menzel Jemil
- Menzel Abderrahmane
- Metline
- Raf Raf
- Ras Jebel
- Sejenane
- Tinja